# Werckmeister-Stimmung
Andreas Werckmeister veröffentlichte 1681 und 1691 die ersten Beschreibungen verschiedener wohltemperierter Stimmungen. Diese wurden als Reaktion auf die damals vorherrschende mitteltönige Stimmung entwickelt, um auf Tasteninstrumenten das Spiel in sämtlichen Tonarten zu ermöglichen.
Der Begriff Werckmeister-Stimmung wird heutzutage in der Regel mit Nr. III der im Folgenden beschriebenen Werckmeister-Stimmungen gleichgesetzt. Sie ist die bekannteste und die einzige, die häufiger angewendet wird.

## Stimmungen
Die Zählung der Werckmeisterschen Temperaturen (Stimmungen) beginnt in seinem wichtigsten Werk Musicalische Temperatur (1691) bei Nr. III, da er seinen eigenen Temperaturentwürfen die reine Stimmung (I) und die mitteltönige Stimmung (II) voranstellt. Gelegentlich werden die Werckmeisterschen Stimmungen in der Literatur auch mit den Nummern I–IV bezeichnet (siehe Weblinks), häufiger jedoch mit der originalen Zählung III–VI.

Werckmeister III im Quintenzirkel

Im Folgenden ist aufgeführt, wie bei den verschiedenen Werckmeisterschen Stimmungen die einzelnen Quinten von der reinen Stimmung (Frequenzverhältnis 2:3) abweichen; pK steht für das pythagoreische Komma:
| Stimmung | Quinten | Quinten | Quinten | Quinten | Quinten | Quinten | Quinten | Quinten | Quinten | Quinten | Quinten | Quinten | Summe |
| Stimmung | C-G     | G-D     | D-A     | A-E     | E-H     | H-Fis   | Fis-Cis | Cis-Gis | Gis-Es  | Es-B    | B-F     | F-C     | Summe |
| -------- | ------- | ------- | ------- | ------- | ------- | ------- | ------- | ------- | ------- | ------- | ------- | ------- | ----- |
| WS III   | -1/4 pK | -1/4 pK | -1/4 pK | rein    | rein    | -1/4 pK | rein    | rein    | rein    | rein    | rein    | rein    | -1 pK |
| WS IV    | -1/3 pK | rein    | -1/3 pK | rein    | -1/3 pK | rein    | -1/3 pK | rein    | +1/3 pK | +1/3 pK | -1/3 pK | rein    | -1 pK |
| WS V     | rein    | rein    | -1/4 pK | -1/4 pK | rein    | rein    | -1/4 pK | -1/4 pK | +1/4 pK | rein    | rein    | -1/4 pK | -1 pK |
| WS VI    | -1/7 pK | -4/7 pK | +1/7 pK | rein    | rein    | -1/7 pK | -2/7 pK | rein    | +1/7 pK | rein    | -1/7 pK | rein    | -1 pK |

| Dreiklang Werckmeister III    | c-e-g | des-f-as cis-eis-gis | d-fis-a | es-g-b | e-gis-h | f-a-c | fis-ais-cis ges-b-des | g-h-d | as-c-es gis-his-dis | a-cis-e | b-d-f | h-dis-fis | c-e-g |
| Große Terz (c-e usw.) in Cent | 390   | 408                  | 396     | 402    | 402     | 390   | 408                   | 396   | 408                 | 402     | 396   | 402       | 390   |
| Quinte (c-g usw.) in Cent     | 696   | 702                  | 696     | 702    | 702     | 702   | 702                   | 696   | 702                 | 702     | 702   | 696       | 696   |

| Kadenzen in Werckmeister III-Temperatur.                                                    |
| ------------------------------------------------------------------------------------------- |
| Zuerst in C-Dur, dann in E-Dur und Cis-Dur mit geschärften Terzen mit 402 Cent und 408 Cent |
| A-Dur-Kadenz                                                                                |
Da sie jeweils unterschiedlich große Quinten und Terzen aufweisen, sind diese vier Temperaturen nicht gleichstufig. Bis zur Mitte des 20. Jahrhunderts herrschte hingegen die Meinung vor, die Werckmeister-Stimmung – und ebenso die wohltemperierte Stimmung – sei mit der gleichstufigen Stimmung identisch. Die gleichstufige Stimmung, die Werckmeister in seinem letzten Werk Musicalische Paradoxal-Discourse befürwortet, wird aus Gründen der besseren Unterscheidbarkeit nicht zu den „Werckmeister-Stimmungen“ gezählt.
Das individuelle Intervallgefüge führt zu einer Tonartencharakteristik, bei der die gebräuchlichen Tonarten reiner klingen als die im Quintenzirkel weiter entfernten.

## Bedeutung
Anders als lange Zeit angenommen waren Werckmeisters Stimmungen nicht die ersten, die ein Spiel in allen Tonarten ermöglichten. So hatte beispielsweise der Orgelbauer Christian Förner schon vor Werckmeister Orgeln modifiziert mitteltönig ohne Wolfsquinte oder wohltemperiert gestimmt.
Der Förner-Schüler Zacharias Thayßner erbaute 1677–1682 eine Orgel in der Stiftskirche St. Servatii in Quedlinburg, wo Werckmeister als Organist tätig war, und versprach im Vertrag 1677 eine in allen Tonarten brauchbare Temperatur.
Werckmeister ersann nachfolgend von Förners Stimmung abweichende Stimmverfahren und beschrieb sie theoretisch. Sie stellen Schritte dar auf dem Weg von der mitteltönigen Stimmung hin zu nicht gleichstufigen „guten“ Stimmungen und schließlich zur gleichstufigen Stimmung. Die Einführung wohltemperierter Stimmungen gab den Spielern viel weitergehende Flexibilität in der Wahl der Tonarten, als es mit der mitteltönigen Stimmung möglich war.
Auch wenn bald andere Autoren mit feineren Stimmungsvarianten (z. B. Johann Georg Neidhardt, Georg Andreas Sorge) auf den Plan traten und Werckmeisters Stimmungen selbst möglicherweise gar nicht so sehr verbreitet waren, zeigt doch das häufige Zitieren seiner Werke die Verbreitung seiner Ideen. Johann Sebastian Bachs Bezeichnung Das Wohltemperirte Clavier kann als Anspielung auf Werckmeisters Titel von 1681 Orgel-Probe oder kurtze Beschreibung … wie … ein Clavier wohl zu temperiren … sey gesehen werden, denn der übliche Begriff für die nicht gleichstufigen Stimmungen war damals nicht „wohltemperirte Stimmung“, sondern „Gute Temperatur“.

## Belege
1. ↑  So auch Herbert Kelletat: Zur musikalischen Temperatur. I. Johann Sebastian Bach und seine Zeit. 2. Auflage. Merseburger, Berlin 1981, ISBN 3-87537-156-9, S. 28–30.
2. ↑  Johann Caspar Trost: Ausführliche Beschreibung deß Neuen Orgelwercks Auf der Augustus-Burg zu Weissenfels. Nürnberg 1677, S. 37. (online); Faksimile in: Acta Organologica. 27, 2001, S. 36–108.
3. ↑  Vertragstext abgedruckt in: Klaus Beckmann: Die norddeutsche Schule, Teil II: Blütezeit und Verfall 1620–1755. Schott, Mainz S. 104–106.